# Coppa Italia Primavera 1991-1992
La Coppa Italia Primavera 1991-1992 è stata la ventesima edizione del torneo riservato alle squadre giovanili iscritte al Campionato Primavera. Il detentore del trofeo era l'Avellino.
La vittoria finale è andata all'Empoli per la prima volta nella sua storia.